# Шмыгли (Полтавский район)
Шмыгли (укр. Шмиглі) — село в Щербаневском сельском совете, Полтавский район, Полтавская область, Украина.
Код КОАТУУ — 5324087707. Население по переписи 2001 года составляло 117 человек.

## Географическое положение
Село Шмыгли примыкает к сёлам Гора и Тютюнники, на расстоянии в 0,5 км от села Щербани и в 1,5 км от границы города Полтава. По селу протекает пересыхающий ручей с запрудами.